# Itoplectis decora
Itoplectis decora är en stekelart som beskrevs av Forster 1888. Itoplectis decora ingår i släktet Itoplectis och familjen brokparasitsteklar. Inga underarter finns listade i Catalogue of Life.